# Кастелар, Эмилио
Эмилио Кастелар-и-Риполи (исп. Emilio Castelar y Ripoll; 7 сентября 1832, Кадис — 25 мая 1899, Мурсия) — испанский политический и государственный деятель, премьер-министр, фактический президент Первой Испанской республики (с 7 сентября 1873 по 4 января 1874 года). Историк и писатель. Член Королевской академии испанского языка.

## Биография
В возрасте семи лет остался сиротой, его отец во время правления Фердинанда VII принимал активное участие в народных выступлениях, несколько лет провёл в изгнании в Англии.
С 1848 году изучал право, философию и филологию в университете Комплутенсе Мадрида. В 1853 году получил степень доктора наук.
Со студенческих лет принимал участие в испанском революционном движении. В 1854 году провозгласил речь на собрании молодых либералов и демократов в самом большом театре испанской столицы, которая сразу же поставила его в авангарде передовых политиков периода правления королевы Изабеллы II.
Радикальный журналист. Прекрасный оратор.
В 1858—1866 годах — профессор, получил кафедру истории в Мадридском университете и благодаря своему обаятельному красноречию сделался идолом молодежи. Лекции, прочитанные им в период времени с 1858 до 1861 год, изданы были под заглавием: «La civilizacion en los cinco primeros siglos del cristianismo» (2 изд., Мадрид, 1865); в исторических событиях Кастелар прежде всего ищет не общих законов, а разнообразных тем для художественно-поэтических вариаций. К этой же эпохе относится его «La Formula del Progresso» (1858), предлагающая введение всеобщего голосования. На эту книгу, имевшую значение манифеста республиканской партии, одновременно восстали и поэт Кампоамор, со стороны умеренных, и журналист Карлос Рубио, во имя прогрессистов, что побудило автора написать «Защиту формулы прогресса». В 1863 год он основал свой собственный орган: «la Democracia». Газета эта ратовала против социализма, превозносила индивидуализм, но больше всего прославилась страстными нападками на королеву Изабеллу II.
В 1866 году по обвинению в попытке военного мятежа Ж. Прима военный суд приговорил его заочно к смертной казни при помощи гарроты. Укрывшись в доме друга, Кастелар позже бежал во Францию.

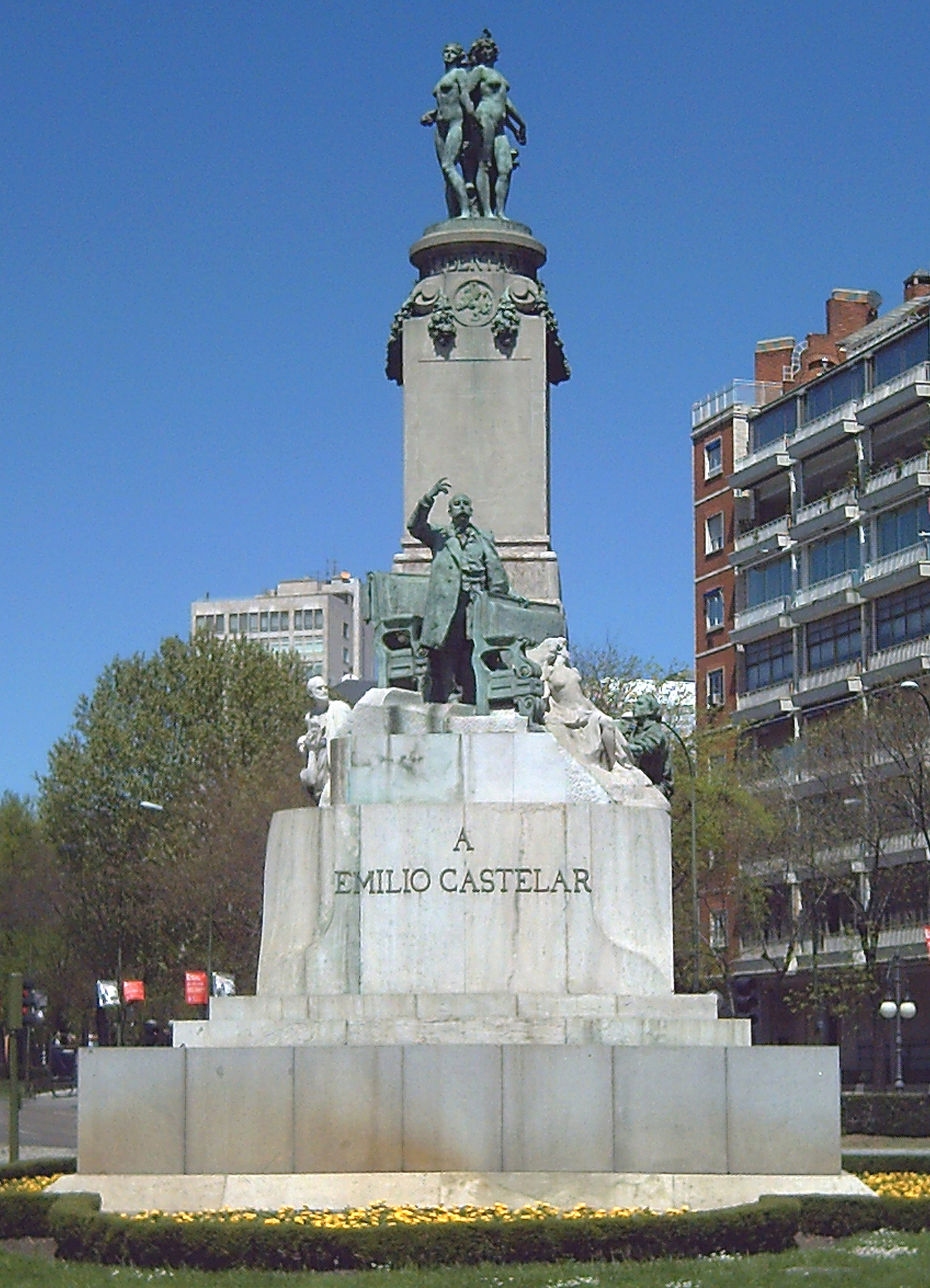
Памятник Кастелару в Мадриде

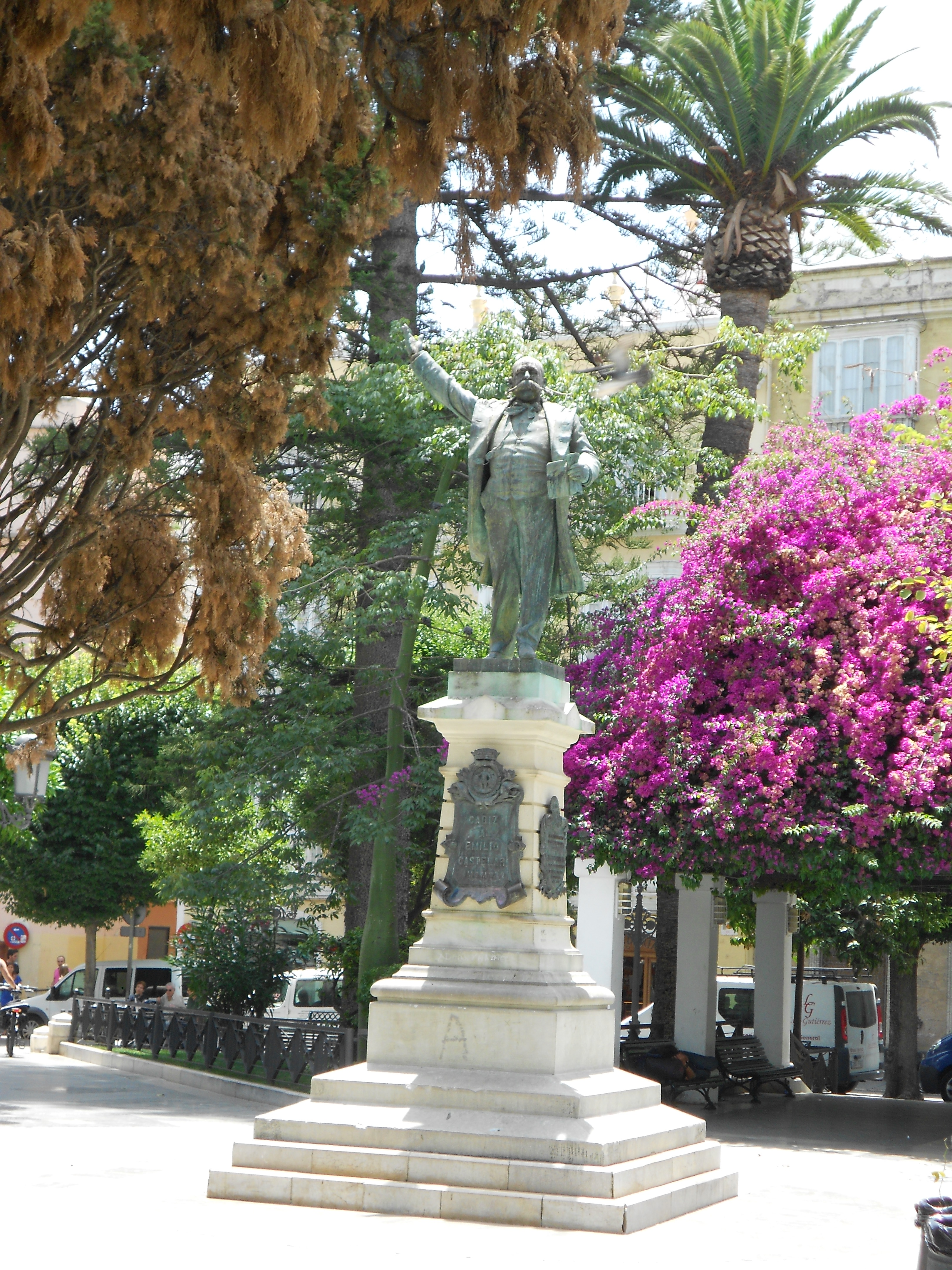
Памятник Кастелару в Кадисе

После успешной революции 1868 года вернулся на родину и был избран членом кортесов от Сарагоса и Лерида. В многочисленных речах, произнесенных в столице и в провинции, он пропагандировал идею федеративной республики. Учредительные кортесы, провозгласили тогда по его инициативе свободу совести (франц. перевод речи, произнесенной им 13 апреля 1869 года: «La liberté religieuse», Париж, 1876).
Тогда же возобновил читать лекции по истории и философии в Мадридском университете и вскоре стал известен своими ораторскими речами в Учредительных кортесах 1869 г., где он возглавлял республиканское меньшинство, выступающее за федеративную республику в качестве логического исхода недавней революции. Борец против монархии.
После воцарения Амадея I Кастелар сначала стал в решительную оппозицию к правительству, но при радикальном министерстве Зоррильи оказывал ему, по крайней мере косвенно, поддержку.
После отречения в 1873 короля Испании Амадея I вошёл в правительство Э. Фигераса и Moрагаса. Занял пост министра иностранных дел. Правительство Фигераса стремилось реализовать задачу федерального разделения Испании. Кастелар в одиночку выступал за отмену дворянских титулов и ликвидацию рабства в Пуэрто-Рико. Покинул министерское кресло 7 июня, после того как разрыв между республиканцами и радикалами, несмотря на его противодействие, стал совершившимся фактом. Вскоре, в результате федеральных реформ произошла дезорганизация власти во многих провинциях, что вызвало развал армии. Фигерас и ряд членов его правительства подали в отставку, а Кастелар 26 августа 1873 года был избран президентом кортесов Испании. Он стремился сохранить национальное единство, с этой целью укреплял центральную власть и добивался восстановления порядка в стране и дисциплины в армии.
С 7 сентября 1873 по 4 января [1874 года занимал пост премьер-министра, фактического президента Первой Испанской республики. Скоро обнаружилось, что несравненный оратор не соединяет в себе всех качеств государственного человека. Он предоставил враждебной республике партии занять высшие должности в государстве и не принял никаких мер против развития недовольства именно среди тех элементов, на которые должен был рассчитывать, как на самую крепкую свою опору.
Обладая чрезвычайными диктаторскими полномочиями, он энергично применял их во время третьей карлистской войны (1872—1876), подавлял восстания федералистов на юге, но не сумел ни дисциплинировать армию, ни подавить окончательно карлизм. Кастелар для спасения страны без колебаний пошёл против своих ранее известных политических взглядов и стал унитаристом. Когда 2 января 1874 года Кастелар подал кортесам отчёт в своей деятельности, образ действий его против восставшей Картагены признан был антиреспубликанским. Затем республиканцы объявили его отступником. Кастелар подал в отставку и сложил с себя власть.
После переворота М. Павия, президентом Испании стал Ф. Серрано, Кастелар отказался от профессуры в Мадридском университете и поселился в Париже, но в январе 1876 года во время правления Альфонсо XII Умиротворителя избран был в Барселоне членом кортесов, где представлял умеренные республиканские принципы. Кастелар ещё какое-то время оставался вождём республиканцев-поссибилистов, которые осуществление своего государственного идеала ожидали от одной лишь мирной пропаганды.
При обсуждении проекта новой конституции он тщетно отстаивал начало свободы религий. Перед выборами 1879 года он издал манифест, в котором требовал возвращения к конституции 1869 года, свободы совести, печати, преподавания, собраний и сходок.
Неоднократно выступал в защиту идеи союза романских народов (к которым он причислял и новогреков) против германского мира. Большим успехом пользовалась издаваемая им в Мадриде газета «El Globo». Ратуя против конскрипции в силу глубокого соболезнования к тяжелой участи солдата, оторванного от родной семьи, он в то же время с полной искренностью и увлечением настаивал на усмирении огнём и мечом острова Куба, так как освобождение его может повредить могуществу Испании.
Позже, отошёл от политической жизни и совершил длительное путешествие за границей.

## Творчество
Автор ряда стихотворений и романов, в которых заметно сильное влияние Шатобриана и Ламартина: то же элегическое настроение, те же стремления к бесконечному.
Кастелар прежде всего оратор, да и сам он искусство красноречия ставил выше всех других искусств. Изящество, грация, богатство и величие стиля — отличительные черты его речей. Он не пренебрегал научными доводами, часто обращаясь к требованиям разума, но чувство, идеал, сознание бесконечного, фантазия, проникнутая глубоким религиозным духом, — всюду выступали у него на первый план. Из сочинений Кастелара эти основные черты его натуры всего сильнее проявились в воспоминаниях об Италии («Recuerdos de Italia», 3 изд., Мадрид, 1884; французский перевод: «L’art, la Religion et la Nature en Italie», 2 изд., Пар., 1877; немец. перевод Шанца: «Erinnerungen an Italien», Лпц., 1876; отрывки в русском переводе в «Пчеле», 1875, № 50, и 1876, № 8 и 9).

## Избранная библиография
Проза
- Ernesto (1855)
- Hermana de la caridad (4 изд. 1881)
- Discursos poéticos. Madrid 1873.
- Erinnerungen an Italien («Recuerdos de Italia»). Leipzig 1876 .
- Tragedias de la historia. Editorial San Martin, Madrid 1883.

Исторические, политические произведения и публицистика
- La civilización en los cinco primeros siglos del cristianismo. Madrid 1865.
- Cuestiones políticas y sociales. Madrid 1870 (3 изд.).
- Discursos parlamentarios en la asemblea constituyente. Madrid 1871 (3 изд.).
- Historia del movimiento republicano en Europa. Madrid 1874 (2 изд.).
- Miscelánea de historia, de religión, de arte y de política. Madrid 1874.
- Vida de Byron. Havanna 1873 .
- Estudios históricos sobre la edad media. Otros fragmentas. Madrid 1875.
- Cartas sobre política europea. Madrid 1875 (2 изд.).
- La cuestión de Oriente. Madrid 1876.
- El ocaso de la libertad. Obra líteraria e histórica. Madrid 1877.
- Ensayos literarios. Madrid 1880.
- La Rusia contemporánea. Bocetos históricos. Madrid 1881.

Речи Кастелара были изданы под заглавием «Discursos parlamentarios у politos» (Мадрид, 1885); часть их переведена на немецкий язык (Берлин, 1860).

## Память
- Кастелару установлены памятники в Мадриде и Кадисе.
- Именем Кастелара назван четырёхзвёздочный отель в Буэнос-Айресе, расположенный на Авенида де Майо, в историческом районе города.